# Lithostege bicolorata
Lithostege bicolorata là một loài bướm đêm trong họ Geometridae.